# 福島県道332号熊倉塩川線
福島県道332号熊倉塩川線（ふくしまけんどう332ごう くまぐらしおかわせん）は、福島県喜多方市にある一般県道である。

## 路線概要
- 起点：喜多方市熊倉町熊倉字熊倉下
- 終点：喜多方市塩川町字小府根字五百刈
- 総延長：5.208km[1]
  - 実延長：総延長に同じ
- 路線認定年月日：1959年8月31日[2]

## 通過する自治体
- 喜多方市

## 接続・交差する道路
- 福島県道337号喜多方河東線（熊倉町熊倉字熊倉下 起点）
- 国道121号（塩川町字小府根字五百刈 終点）

## 沿線
- 大塩川